# 3,5,5-Trimethylhexylacetat
3,5,5-Trimethylhexylacetat ist eine chemische Verbindung aus der Gruppe der Carbonsäureester.

## Gewinnung und Darstellung
3,5,5-Trimethylhexylacetat kann durch Oxo-Synthese von Diisobuten, gefolgt von Hydrierung zum Alkohol und Acetylierung gewonnen werden.

## Eigenschaften
3,5,5-Trimethylhexylacetat ist eine brennbare, schwer entzündbare, farblose Flüssigkeit mit fruchtigem Geruch, die praktisch unlöslich in Wasser ist.

## Verwendung
3,5,5-Trimethylhexylacetat wird als Duftstoff verwendet.

## Sicherheitshinweise
Die Dämpfe von 3,5,5-Trimethylhexylacetat können mit Luft ein explosionsfähiges Gemisch (Flammpunkt 70 °C) bilden.